# Johanna Wester
Johanna Wester, född 1984, är en svensk författare och föreläsare med fokus på mänskliga rättigheter. 

## Biografi
Wester har en examen i etnologi. Hon arbetade i flera år för Ecpat med att utbilda och informera om handel med barn. Hon har föreläst som barnrättsinformatör utsänd av Unicef, suttit med i Palmecentrets internationella expertgrupp, ansvarat för diskrimineringsfrågor hos regeringsinitiativet Nationell samverkan för psykisk hälsa (NSPH) och skrivit artiklar för Myndigheten för Ungdoms- och Civilsamhällesfrågor. Hon föreläser också om kvinnors rättigheter för Svenska FN-förbundet.
År 2021 gav hon ut Catfight: nidbilder av kvinnor i grupp där hon tar upp nidbilder av samarbetssvårigheter mellan kvinnor, och hur dessa fördomar fortsätter att föras vidare. Förutom att synliggöra myter tar boken även upp strategier för att göra motstånd mot dem.